# Baumschule (Waxenberg)
Die Wüstung Baumschule war ein  Ortsteil der Gemeinde Waxenberg im Bezirksamt Regensburg.

## Lage
Der Ort lag auf der heutigen Gemarkung Obermiethnach im heutigen Gemeindegebiet von Kirchroth, 4,5 Kilometer von Pondorf und zwei Kilometer von Obermiethnach entfernt. Auf einer Karte von 1871 mit Nachträgen von 1940 findet sich ein Eintrag "Baumschule", dessen Position mit den genannten Entfernungsangaben in Einklang zu bringen ist.

## Geschichte
Im Ortschaften-Verzeichnis zur Volkszählung vom 1. Dezember 1885 steht unter dem Eintrag zur Gemeinde Waxenberg: "Baumschule, E. z.k.Pf.Pondorf 4,5 km, z. k. Schule Obermiethnach 2,0 km, z.Post Wörth a./D. 11,0 Kil., 4 Einw., 1 Wgb.". Ein gleichlautender Eintrag zur Lage mit einer Einwohnerzahl drei findet sich in der Volkszählungsdokumentation von 1900. Ab dem Ortsverzeichnis 1925 wird der Ort nicht mehr geführt.